# Liste koptisch-orthodoxer Klöster
Die folgende Liste enthält, nach Ländern sortiert alle koptischen Klöster in Ägypten und der koptischen Diaspora.

## Diözese von Alexandria (Ägypten)
- Kloster des Heiligen Menas Damiana – (Damietta)
- Kloster Sankt Georg – (Mit Damsis, Damietta)
- Kloster Sankt Menas – (Mariout, Alexandria)
- Kloster Sankt Mercurius (koptisch-orthodoxes Nonnenkloster) – (Alexandria)
- Kloster Ennaton – (Dakahlia) – (unbewohnt)
- Kloster Metanoia – (Alexandria) – (unbewohnt)
- Kloster Oktikaidekaton – (Alexandria) – (unbewohnt)
- Kloster Pempton – (Mariout, Alexandria) – (unbewohnt)
- Kloster Sankt Cyprius (Dair Qabriyus) – (Alexandria) – (unbewohnt)
- 10 koptisch-orthodoxe Klöster – (In und außerhalb der Stadt Alexandria) – (im 7. Jahrhundert zerstört)
- Kloster Sankt Menas – (Abu Mena) – (zerstört)

## Diözese von Wadi El Natrun (Ägypten)
- Kloster Sankt Makarios – (Wadi El Natrun)
- Kloster des Heiligen Pishoy – (Wadi El Natrun)
- Kloster der Jungfrau Maria (El-Sourian) – (Wadi El Natrun)
- Kloster Sankt Georg – (Khatatba, Monufia)
- Kloster Sankt Thomas – (Khatatba, Monufia)
- Kloster Sankt Armenian – (unbewohnt)
- Kloster Johannes der Zwerg – (unbewohnt)
- Kloster Sankt Moses der Äthiopier – (unbewohnt)

## Diözese von Kairo (Ägypten)
- Kloster des Propheten Jeremiah – (Qimn al-Arus)
- Kloster Sankt Paul von Theben – (Qimn al-Arus)
- Kloster Sankt Georg (koptisch-orthodoxes Nonnenkloster) – (Kairo)
- Kloster Sankt Mercurius (Abu-Sefein) – (Kairo)
- Kloster Sankt Mercurius – (Tammua)
- Kloster Sankt Menas – (Fumm al-Khalig)
- Kloster Sankt Maria – (Alt-Kairo)
- Kloster Sankt Samaan des Färbers – (Zabbaleen, Mokattam)
- Kloster Sankt Theodor des Orients – (Haret Elroum)
- Kloster der Heiligen Jungfrau Maria – (Haret Zuweila)
- Kloster Sankt Georg – (Haret Zuweila)
- Kloster Sankt Barsoum El-Erian – (Monshat Naser, Helwan)
- Kloster des Propheten Jeremiahs – (Saqqara) – (unbewohnt)
- Kloster Sankt Arsenius – (Wadi al-Tih) – (unbewohnt)

## Diözese Fayyum  (Ägypten)
- Kloster Erzengel Gabriel – (Naqlun, Fayyum)
- Kloster der Heiligen Jungfrau Maria (Deir al-Hammam) – (Luhan, Fayyum)
- Kloster Sankt Abraam – (Elezab, Fayyum)
- Kloster Sankt Makarios von Alexandria – (Wadi Elrayan, Fayyum)
- Kloster Sankt Georg – (Fayyum)

## Diözese Beni Suef (Ägypten)
- Kloster Sankt Samuel – (Qalamun Berge)

## Diözese östlichen Wüste  (Ägypten)
- Kloster Sankt Antonius – (östlichen Wüste)
- Kloster Sankt Paul der Einsiedler – (östlichen Wüste)
- Kloster Sankt Katharina – (Katharina von Alexandrien)

## Diözese Minya und al-Ashmunein  (Ägypten)
- Kloster al-Sanquriya – (Oxyrhynchus)
- Kloster  der  Heiligen Jungfrau Maria – (Al-Minya)
- Kloster Sankt Fana – (Qasr Hur)
- Kloster Sankt Pishoy – (Deir el-Bersha, Mallawi)
- Kloster Sankt Johannes (Abu Hinnis) – (Ansena) – (unbewohnt)
- Kloster der Heiligen Jungfrau Maria – (Al-Minya) – (unbewohnt)

## Diözese Asyut (Ägypten)
- Kloster der Heiligen Jungfrau Maria – (Deir el Ganadla, Asyut)
- Kloster der  Heiligen Jungfrau Maria – (Durunka)
- Kloster der Heiligen Jungfrau Maria – (El-Qusiya)
- Das Hängende Kloster – (Deir El-Mualaq)
- Kloster Sankt Apollo in Bawit – (Asyut) – (unbewohnt)

## Diözese Sohag  (Ägypten)
- Kloster   Erzengel Michael – (Achmim)
- Kloster  der Heiligen Jungfrau Maria – (Hawawish, Achmim)
- Kloster  Kloster   Sankt Georg (Dair al-Hadid) – (Achmim)
- Kloster der Märtyrer – (Achmim)
- Kloster   Sankt Pachomius – (Achmim)
- Kloster   Sankt Pisada – (Achmim)
- Kloster  Sankt Thomas der Einsiedler – (Achmim)
- Kloster   Sankt Karas – (Sohag)
- Kloster   Sankt Michael – (as-Salamuni)
- Kloster Sankt Pishay – (Sohag)
- Kloster Sankt Shenouda der Archimandrit – (Sohag)
- Kloster Abouna Yassa – (Tima)
- Kloster der Siebenberge – (Bir al-'Ain)
- Kloster  Naga ed-Deir (altes Kloster, Ausgrabungsstätte nördlich von Girga)

## Diözese Qena  (Ägypten)
- Kloster  Heiligkreuz – (Hagir Danfīq, Qena)
- Kloster    Sankt Badaba – (Nag Hammadi, Qena)
- Kloster   Erzengel Michael – (Naqada, Qena)
- Kloster   Sankt Georg – (Naqada, Qena)
- Kloster   Erzengel Michael – (Qamula, Qena)
- Kloster  Sankt Andreas – (Qamula, Qena)
- Kloster  Sankt Pisentius – (Qamula, Qena)
- Kloster  Sankt Victor – (Qamula, Qena) – (unbewohnt)

## Diözese von Luxor  (Ägypten)
- Kloster  Sankt Georg – (Mahrosa, Luxor)
- Kloster   Sankt Georg – (Riziqat, Luxor)
- Kloster der Märtyrer – (Esna, Luxor)
- Kloster  Sankt Matthäus des Töpfers – (Esna, Luxor)
- Kloster  Sankt Pachomius – (El-Shayeb, Luxor)
- Kloster  Sankt Pishoy – (Armant, Luxor)
- Kloster  Sankt Theodor der Krieger – (Luxor)
- Kloster   Sankt Wannas – (Luxor)

## Diözese von Assuan  (Ägypten)
- Kloster Sankt Pachomius – (Edfu)
- Kloster Sankt Simeon (Sankt Hadra) – (Qubbet el-Hawa)

## Neues Tal (Bezirk), Oasen in der westlichen Wüste  (Ägypten)
- Kloster   Erzengel Michael – (Dakhla Oase) – (zerstört)
- Kloster  Sankt Matthäus – (Dakhla Oase) – (zerstört)

## Klöster außerhalb Ägyptens

### Australien
- Kloster Sankt Antonius – (Heathcote, Victoria)
- Kloster Sankt Shenouda der Archimandrit – (Putty, New South Wales)
- Kloster Sankt Maria und Sankt Antonius – (Kooralbyn, Queensland)

### Deutschland
- Kloster Sankt Antonius – (Kröffelbach, Hessen)
- Kloster Sankt Maria und Sankt Mauritius – (Höxter, Nordrhein-Westfalen)

### Israel
- Kloster Sankt Maria – (Bethlehem)
- Kloster Sankt Antonius – (Jerusalem)
- Kloster Al-Sultan – (Jerusalem)
- Kloster Sankt.St. Anthony – (Jericho)
- Kloster Sankt Bishoy – (Jericho)
- Kloster Sankt Zachäus – (Jericho)

### Italien
- Kloster Sankt Shenouda der Archimandrit – (Mailand)

### Irland
- Kloster Sankt Georg – (Dublin)

### Kanada
- Kloster Sankt  Antonius – (Perth, Ontario)

### Österreich
- Kloster Obersiebenbrunn

### Syrien
- Kloster Sankt Avraam – (Maaret, Saidnaya)

### Vereinigte Staaten von Amerika
- Kloster Sankt Antonius – (Newberry Springs, Kalifornien)
- Kloster Sankt Maria und Sankt Moses – (Sandia, Texas)
- Kloster Sankt Maria – (San Antonio, Texas)
- Kloster Sankt Maria und Sankt Johannes der Geliebte – (Warren, Ohio)
- Kloster Sankt Shenouda der Archimandrit – (West Henrietta, New York)
- Kloster Sankt Johannes der Geliebte – (Canadensis, Pennsylvania)

### Vereinigtes Königreich
- Kloster Sankt Athanasius – (England)

## Bilder

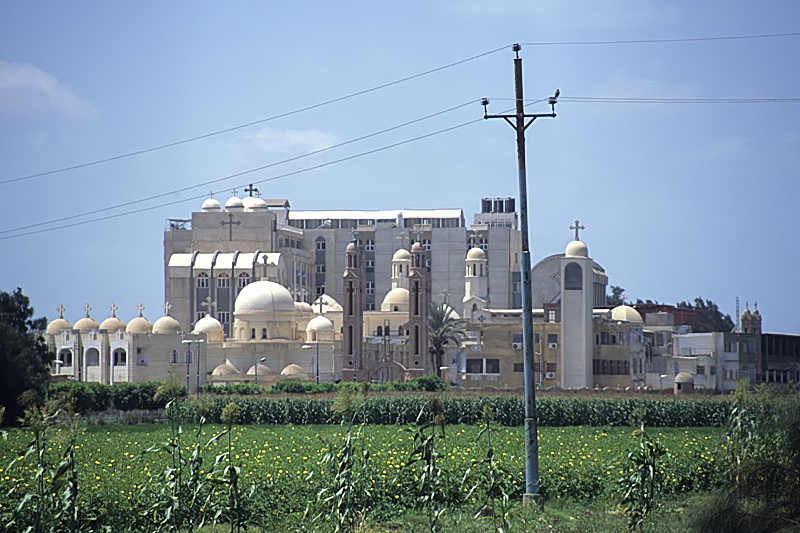
St. Damiana Coptic Orthodox Convent – (Damietta)
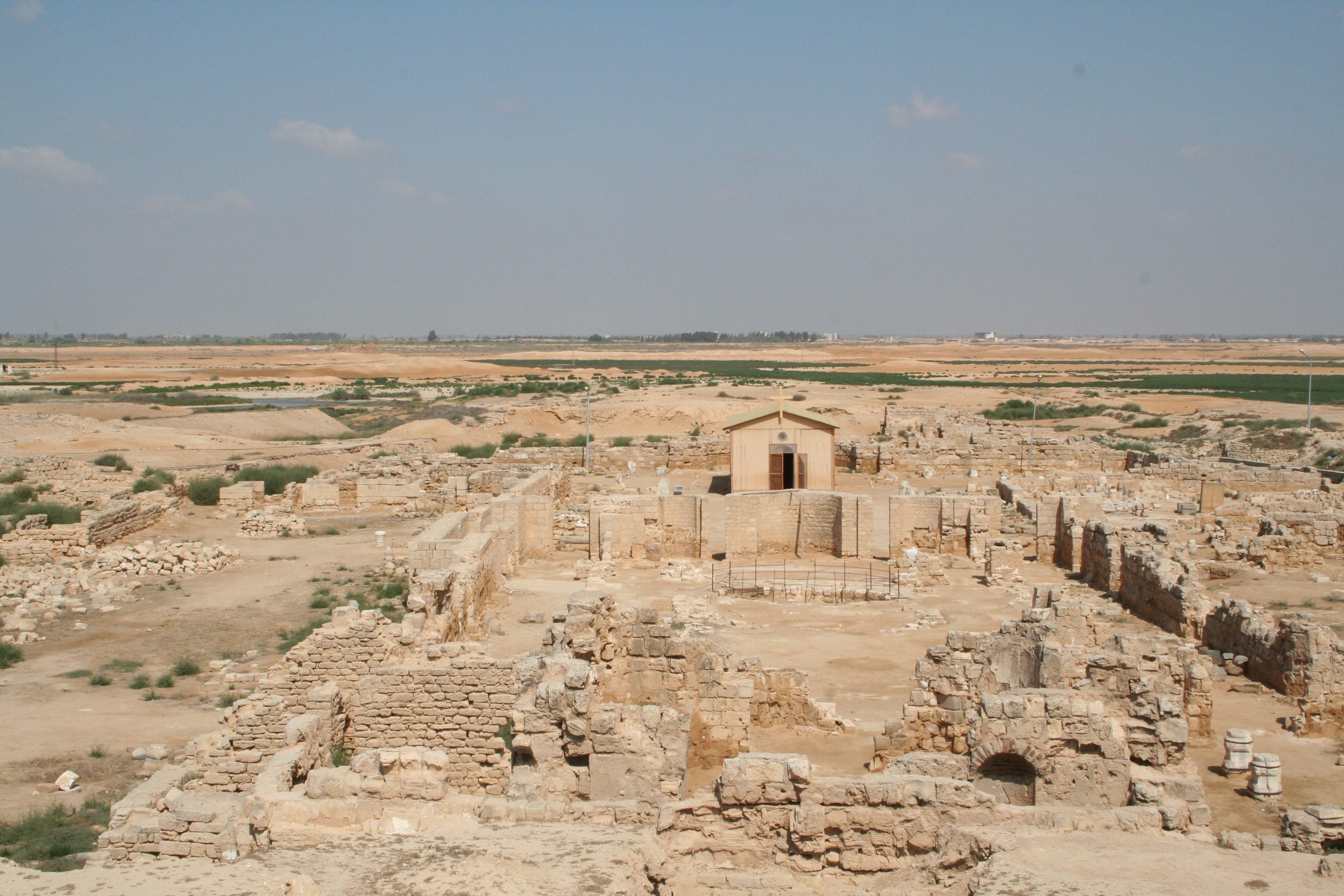
Remains of St. Menas Coptic Orthodox Monastery – (Abu Mina)
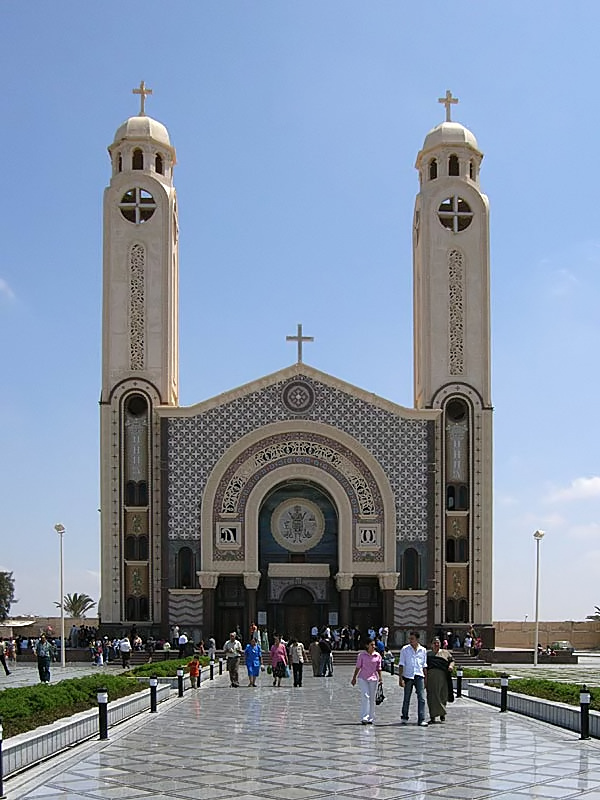
St. Menas Coptic Orthodox Monastery – (Mariout)
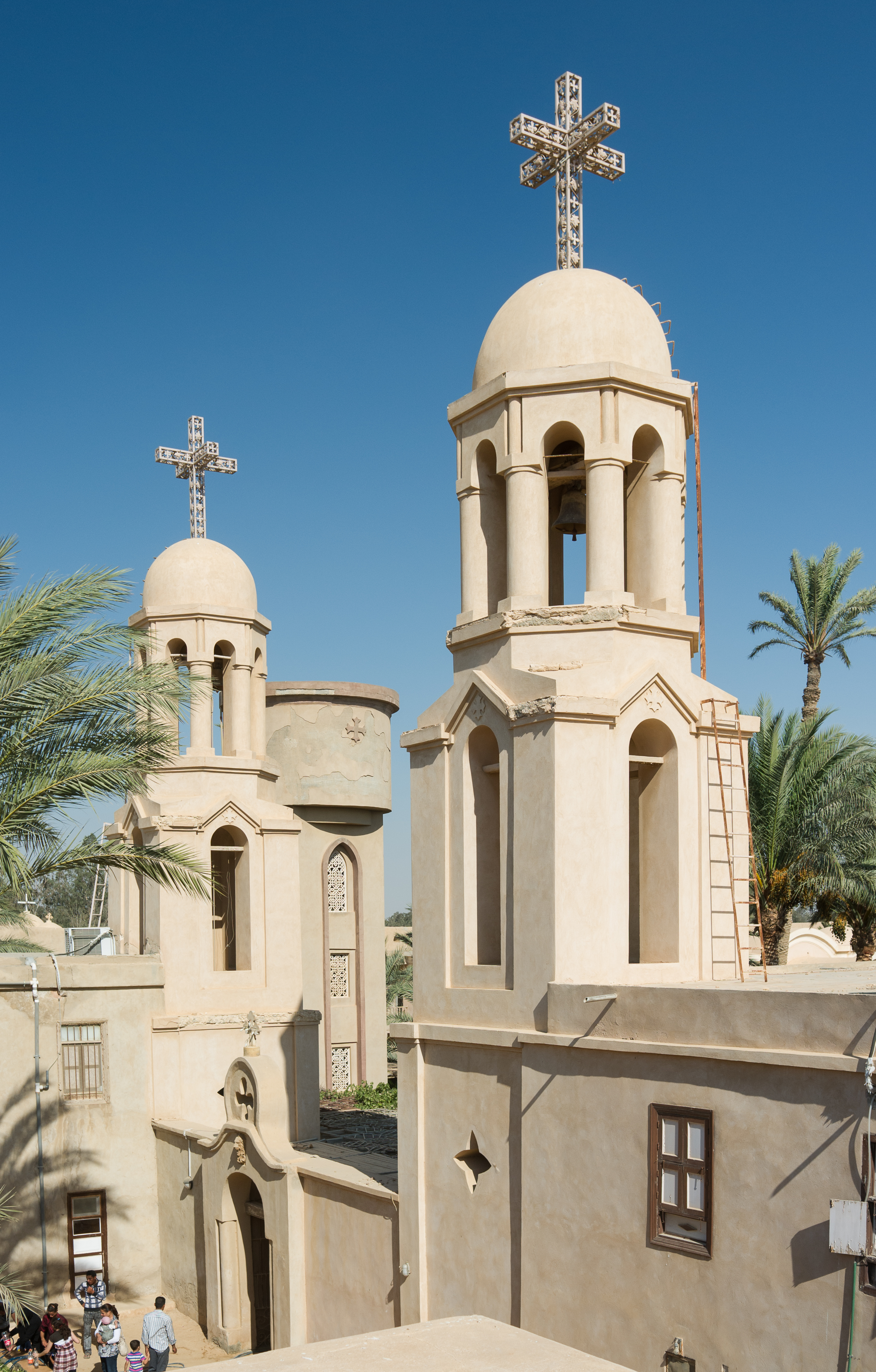
Paromeos Coptic Orthodox Monastery – (Wadi El Natrun)
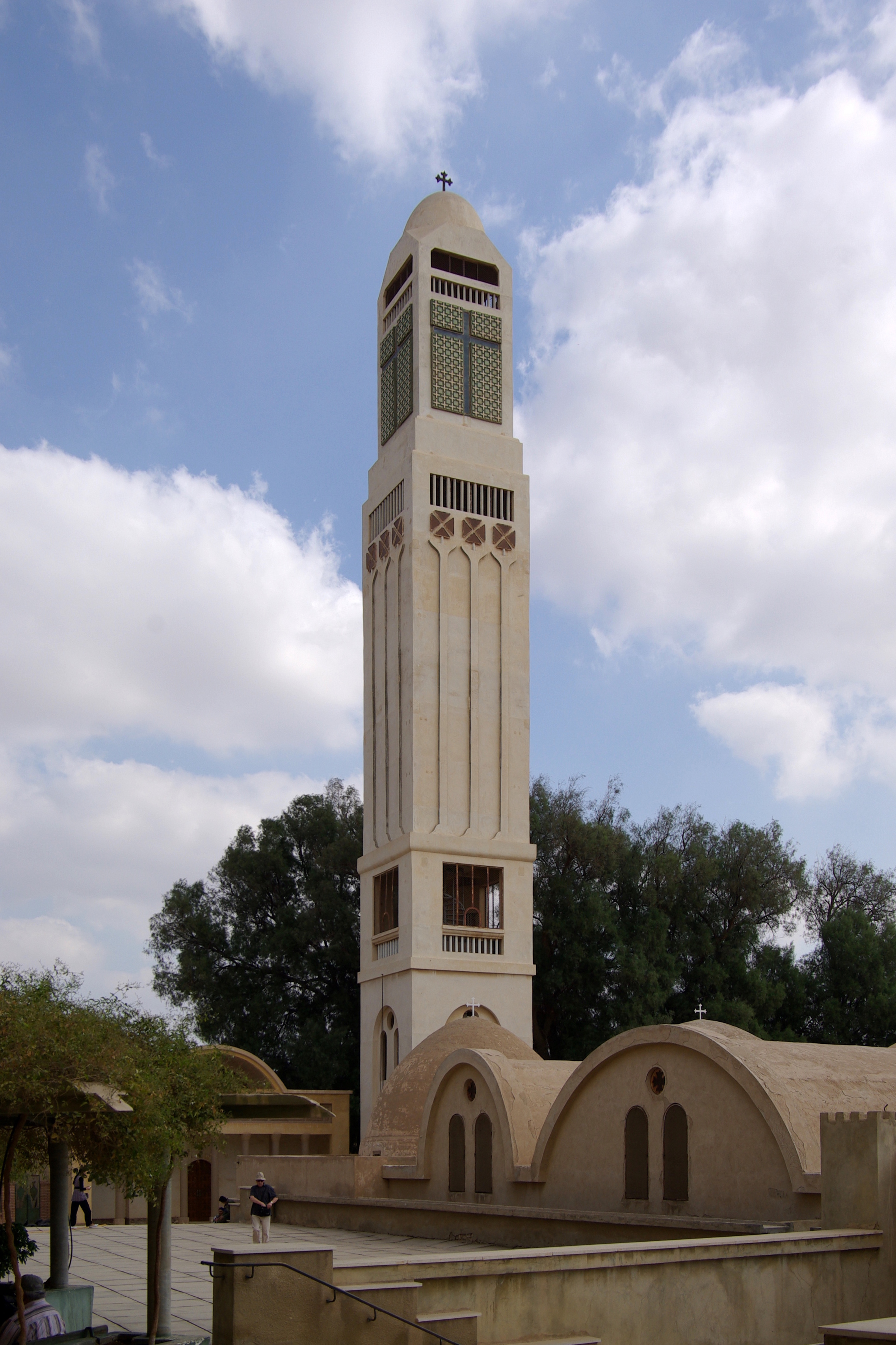
St. Macarius Coptic Orthodox Monastery – (Wadi El Natrun)
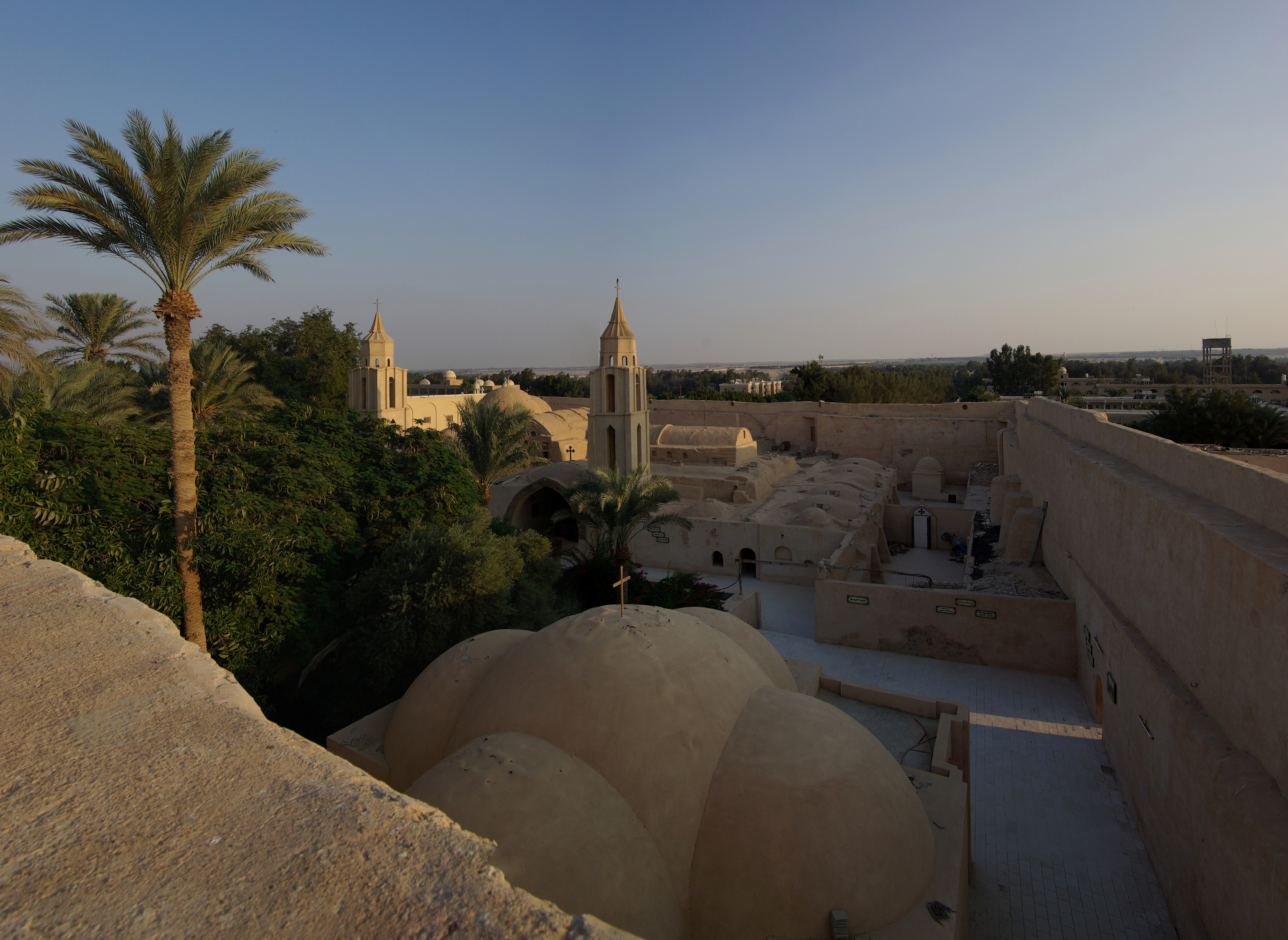
St. Pishoy Coptic Orthodox Monastery – (Wadi El Natrun)
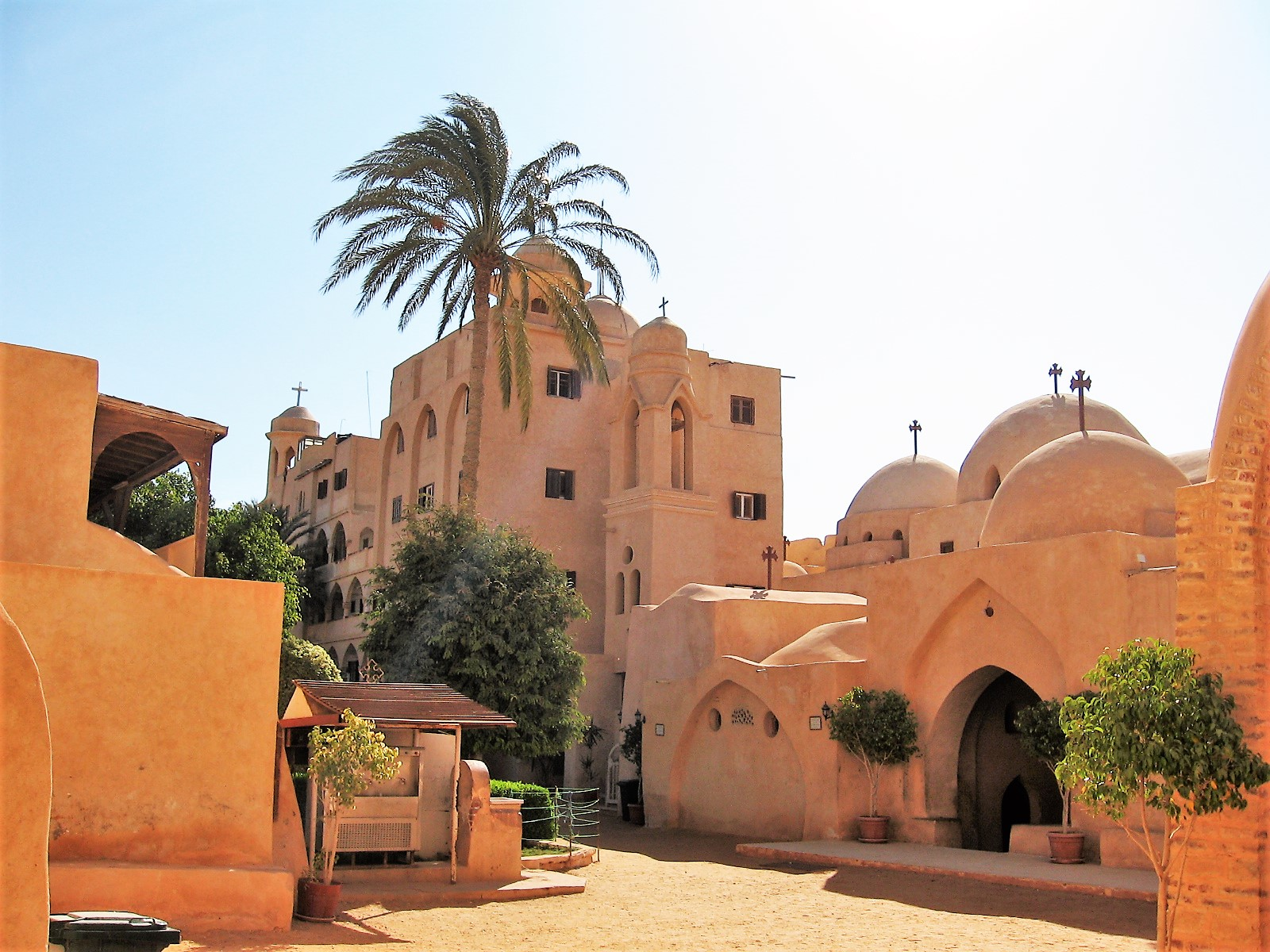
El-Sourian Coptic Orthodox Monastery – (Wadi El Natrun)
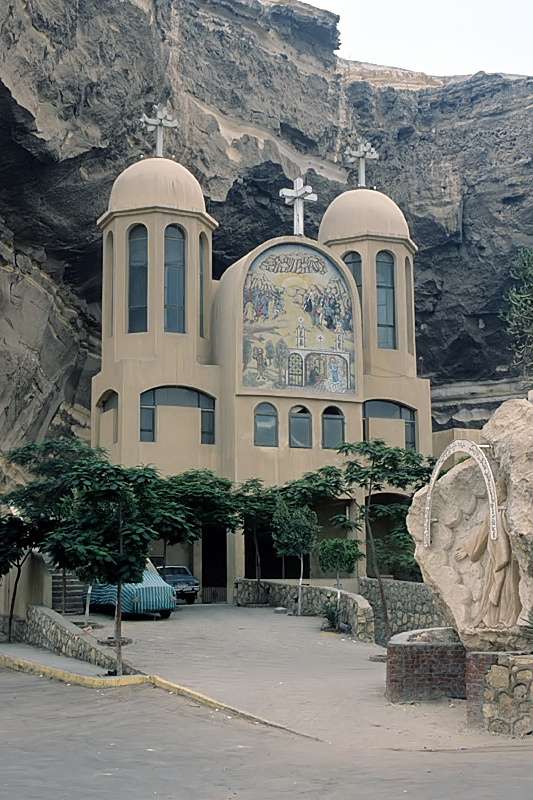
St. Simon the Tanner Coptic Orthodox Monastery – (Mokattam)
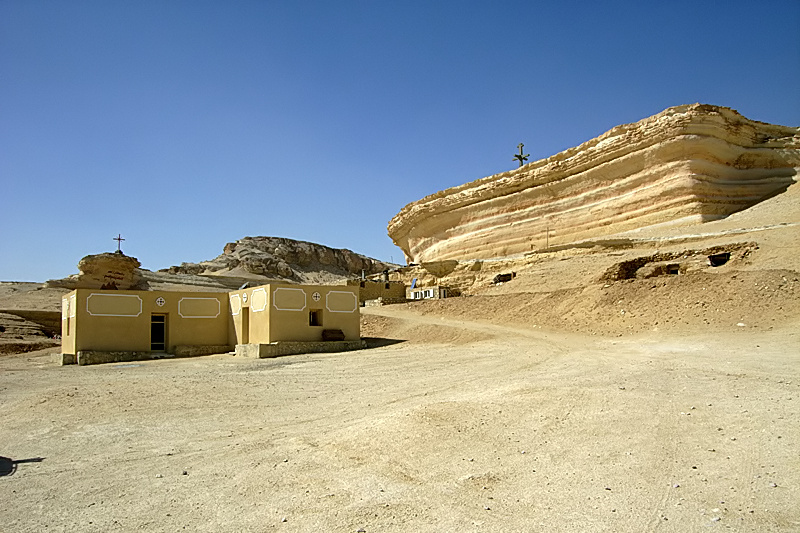
St. Macarius of Alexandria Coptic Orthodox Monastery – (Wadi Elrayan)
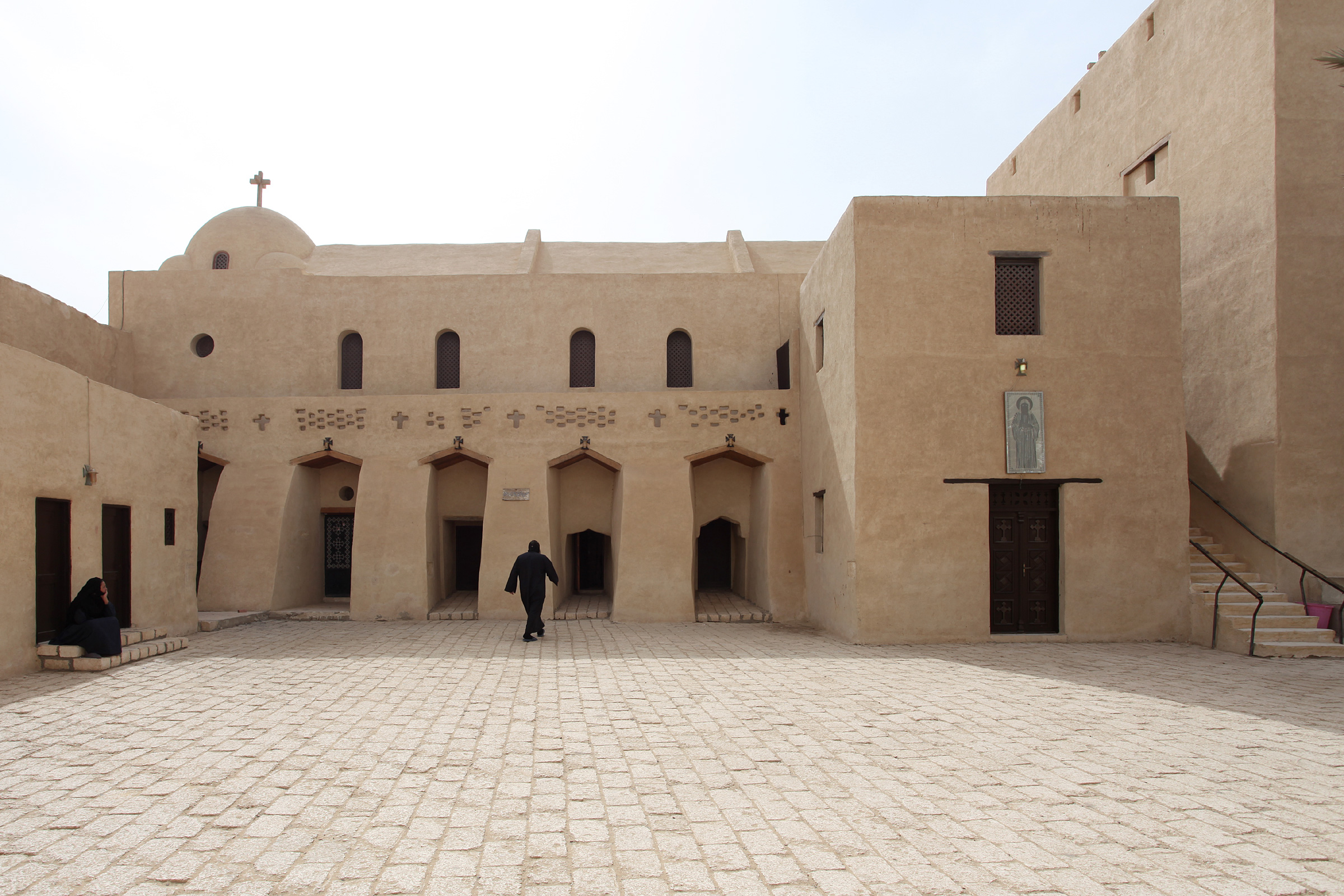
St. Samuel the Confessor Coptic Orthodox Monastery – (Qalamun Mountains)
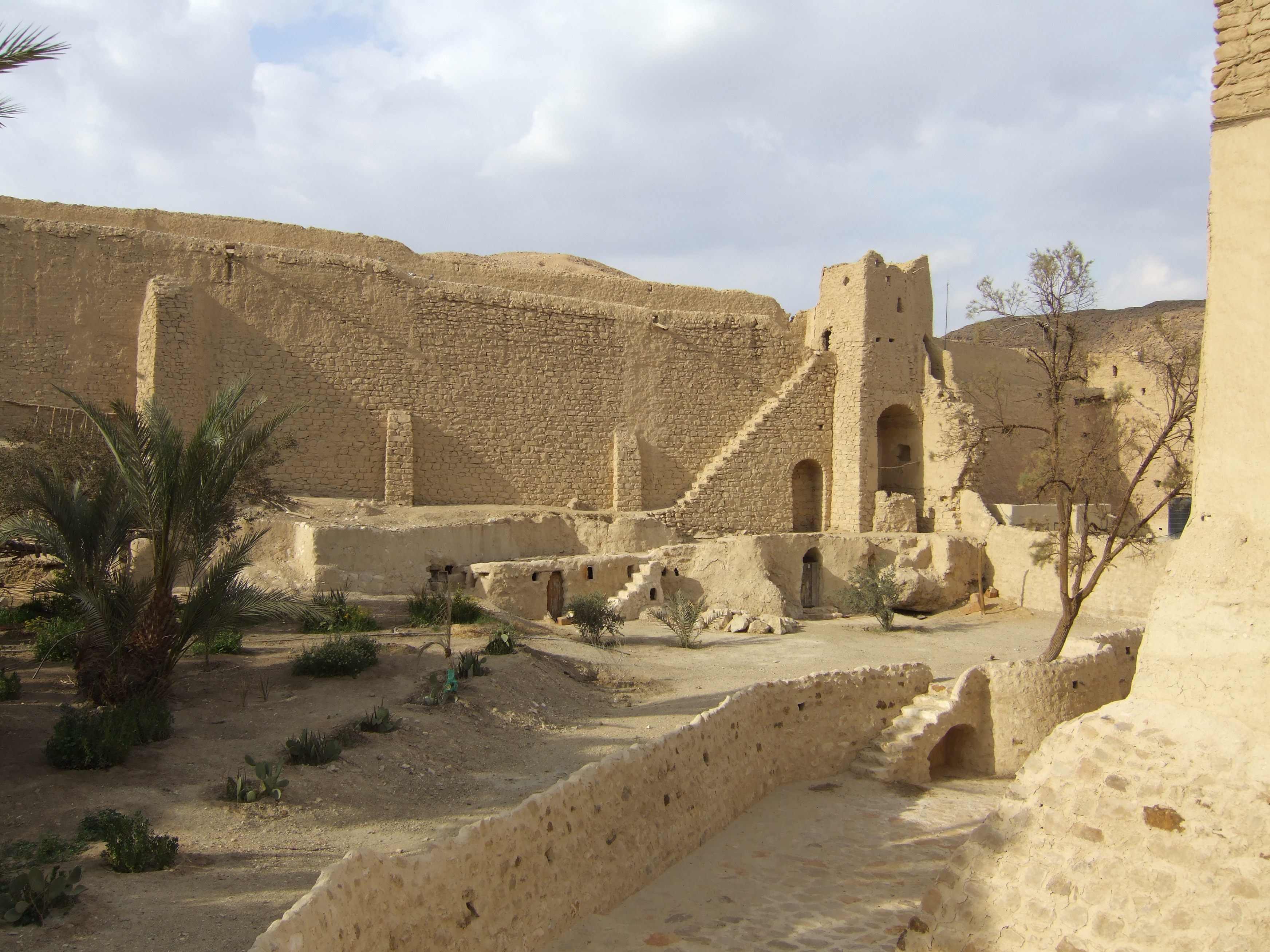
St. Paul Coptic Orthodox Monastery – (Eastern Desert)
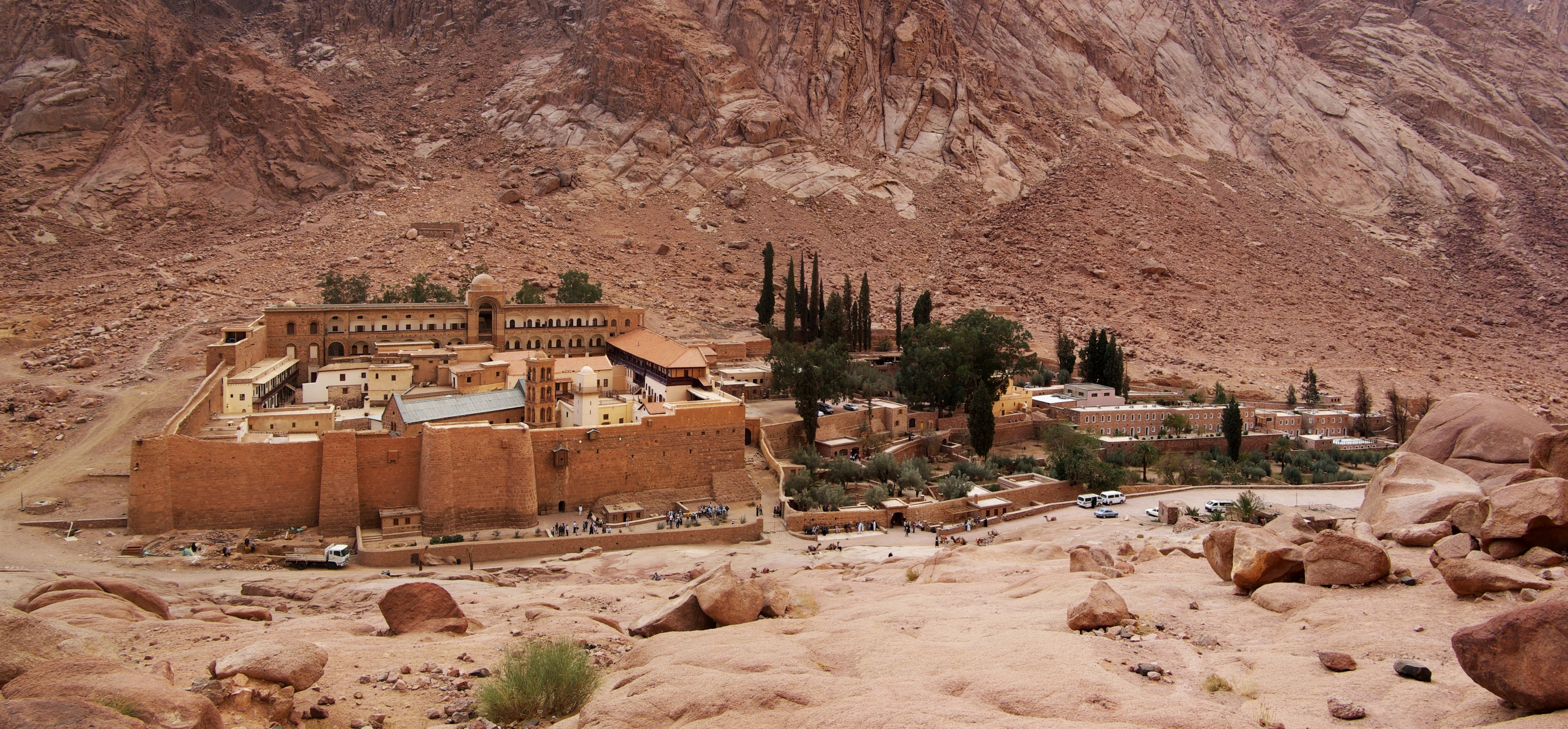
St. Catherine Greek Orthodox Monastery – (Saint Catherine)
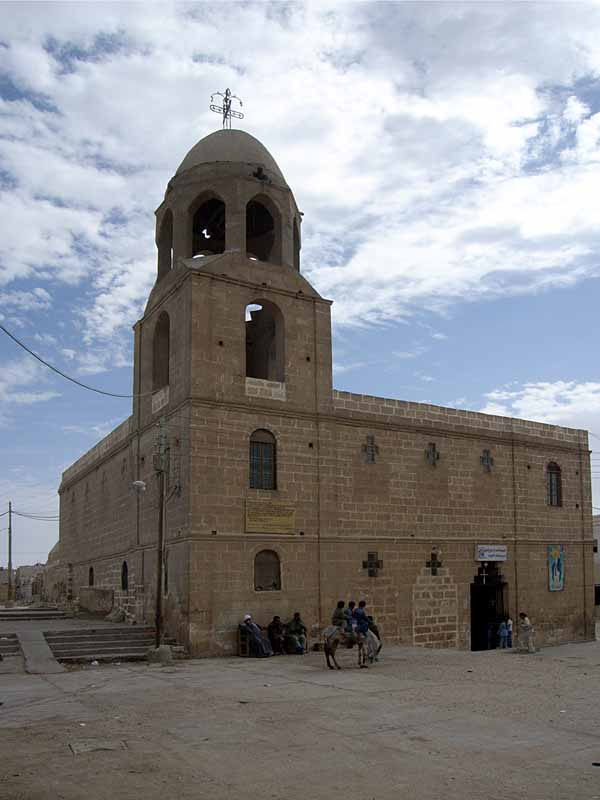
Holy Virgin Mary Coptic Orthodox Monastery – (Minya)
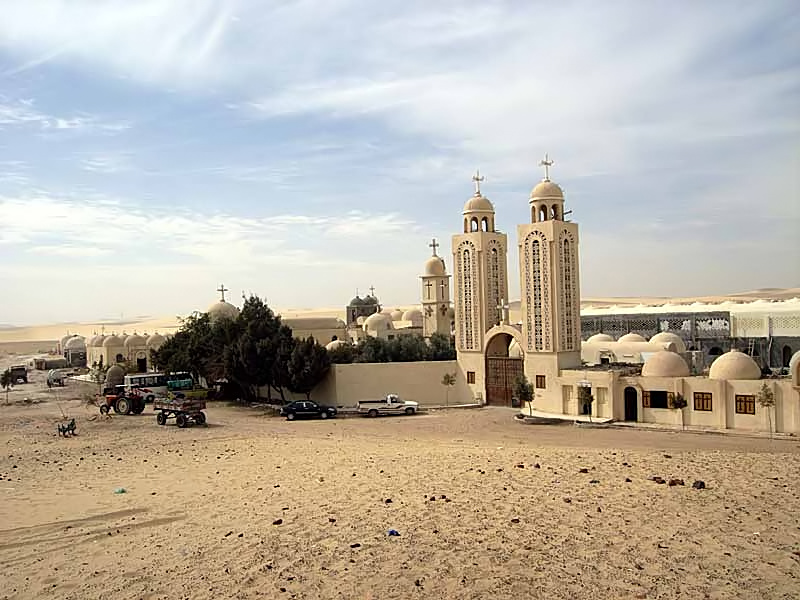
St. Fana Coptic Orthodox Monastery – (Minya)
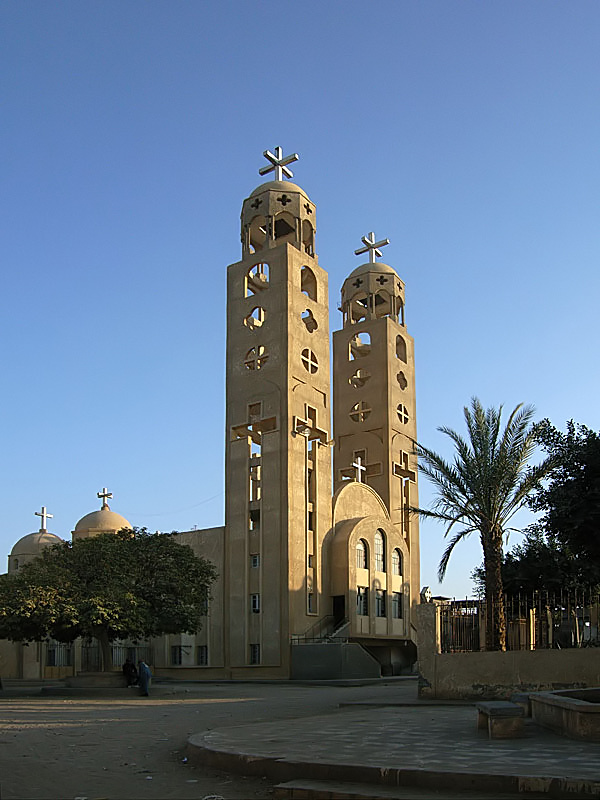
St. Pishoy Coptic Orthodox Monastery – (Deir el-Bersha)
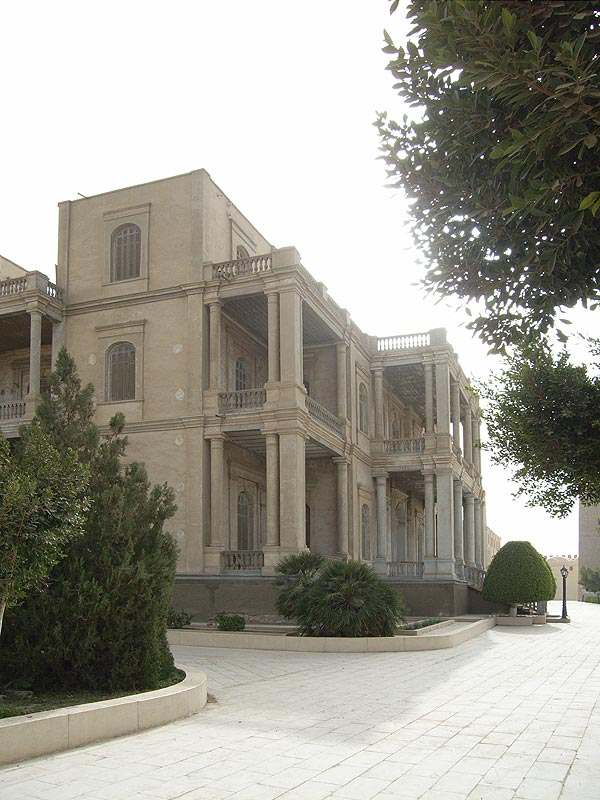
Holy Virgin Mary Coptic Orthodox Monastery – (El-Qusiya)
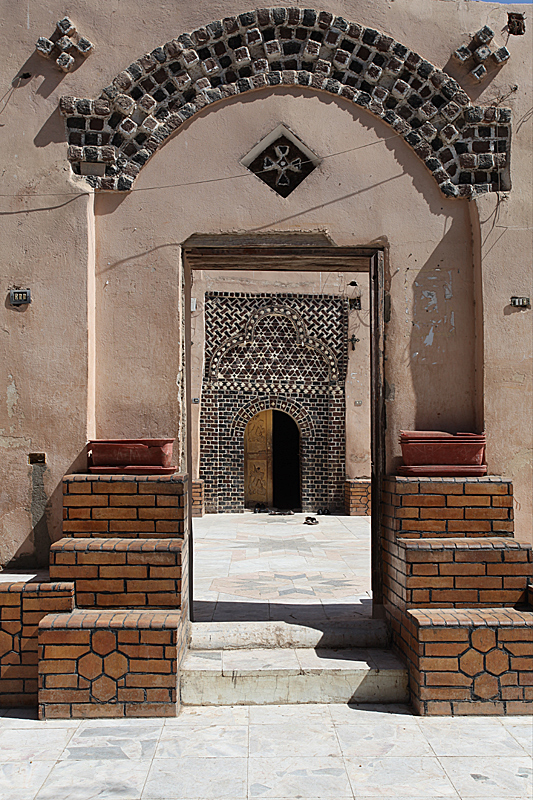
St. George (Dair al-Hadid) Coptic Orthodox Monastery – (Akhmim)
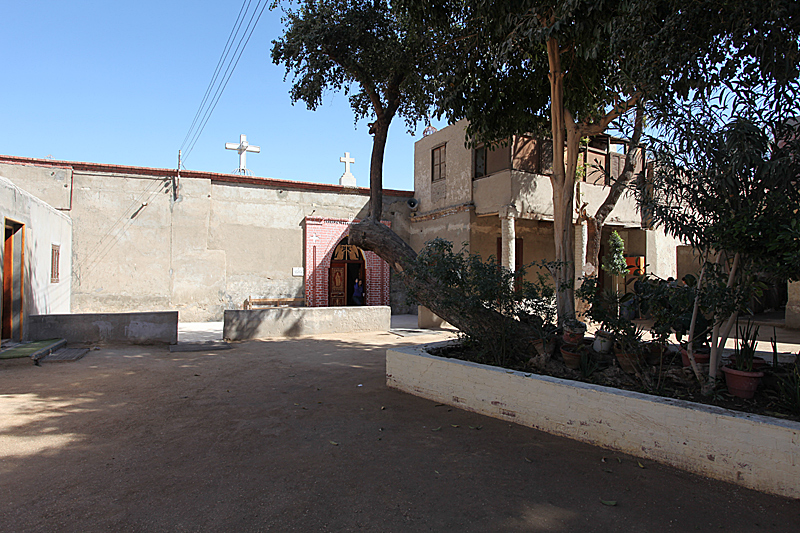
St. Pisada Coptic Orthodox Monastery – (Akhmim)
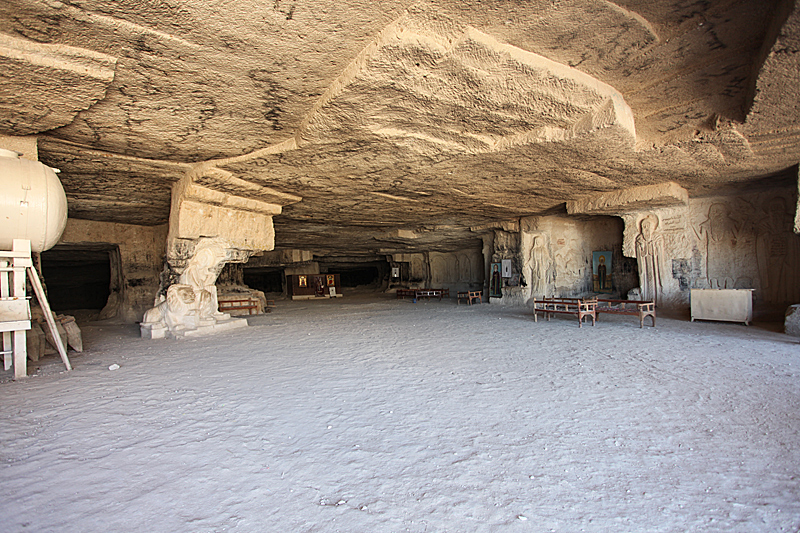
St. Shenouda Shrine – (Sohag)
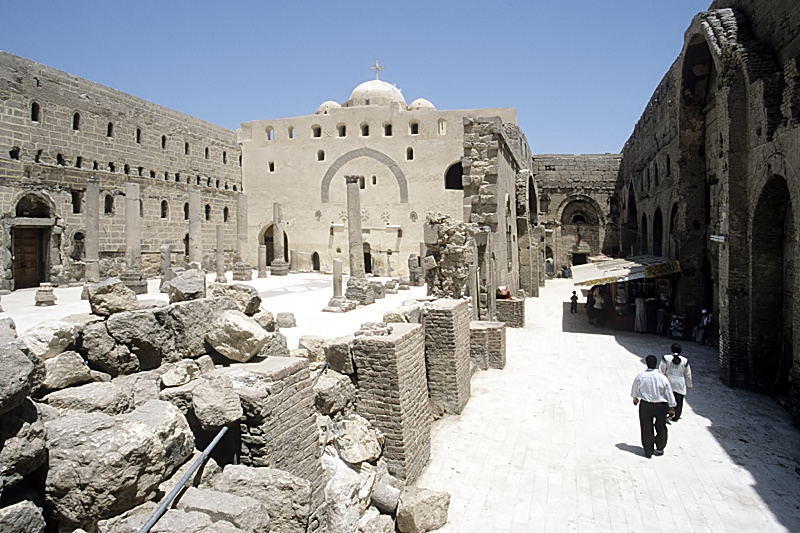
St. Shenouda Coptic Orthodox Monastery – (Sohag)
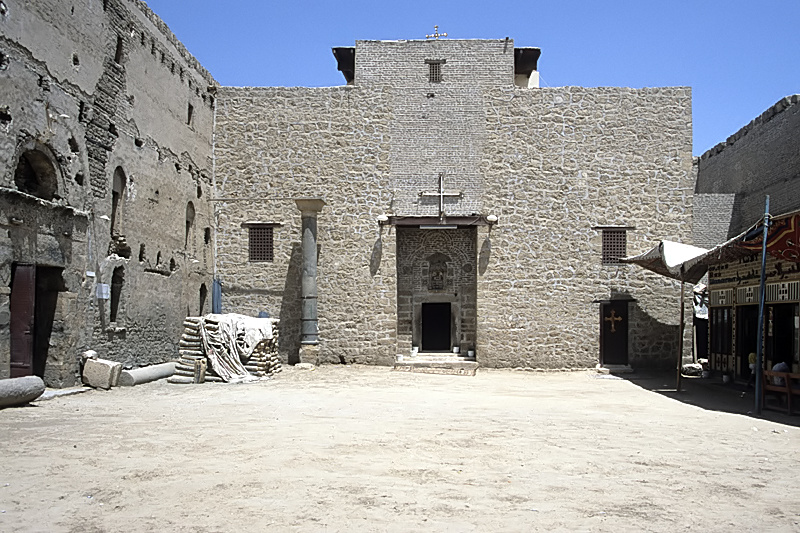
St. Pishay Coptic Orthodox Monastery – (Sohag)
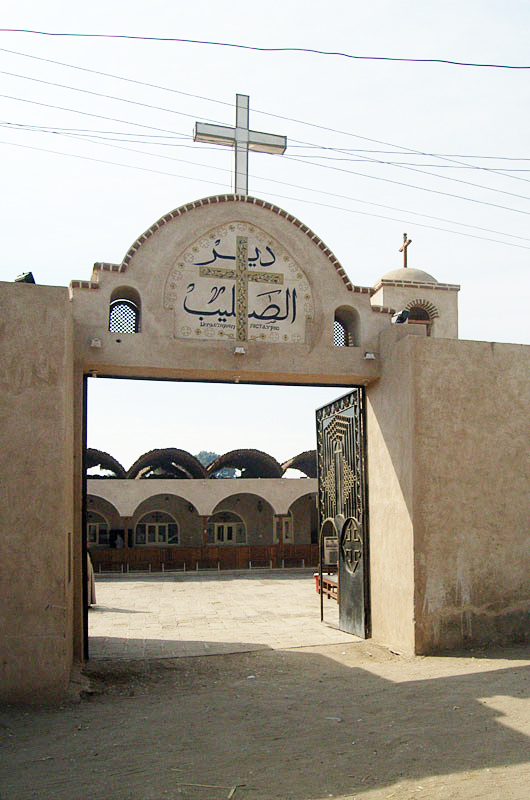
Holy Cross Coptic Orthodox Monastery – (Qena)
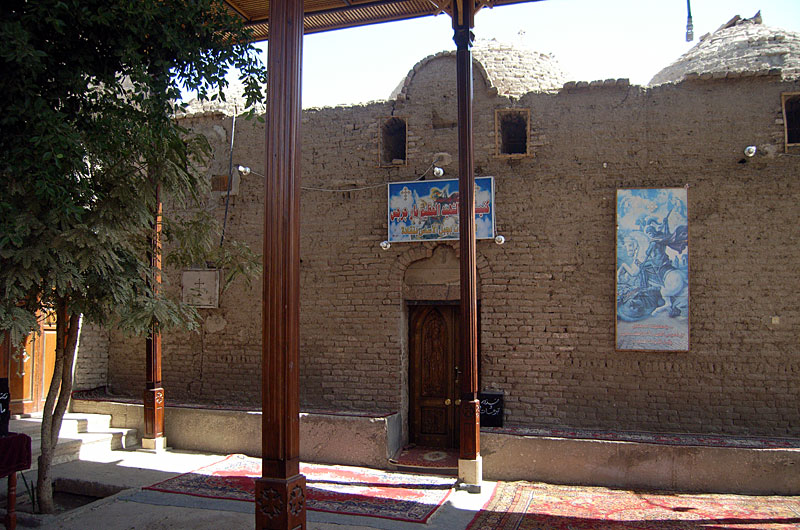
St. George Coptic Orthodox Monastery – (Qena)
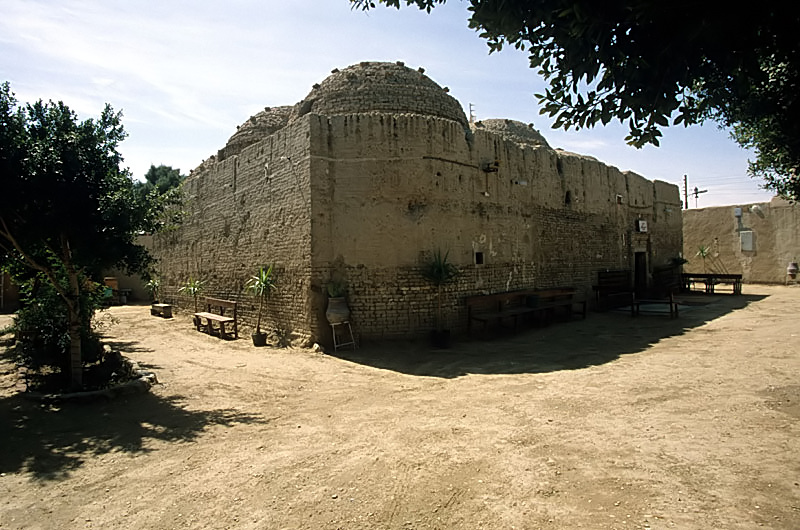
St. Pisentius Coptic Orthodox Monastery – (Qena)
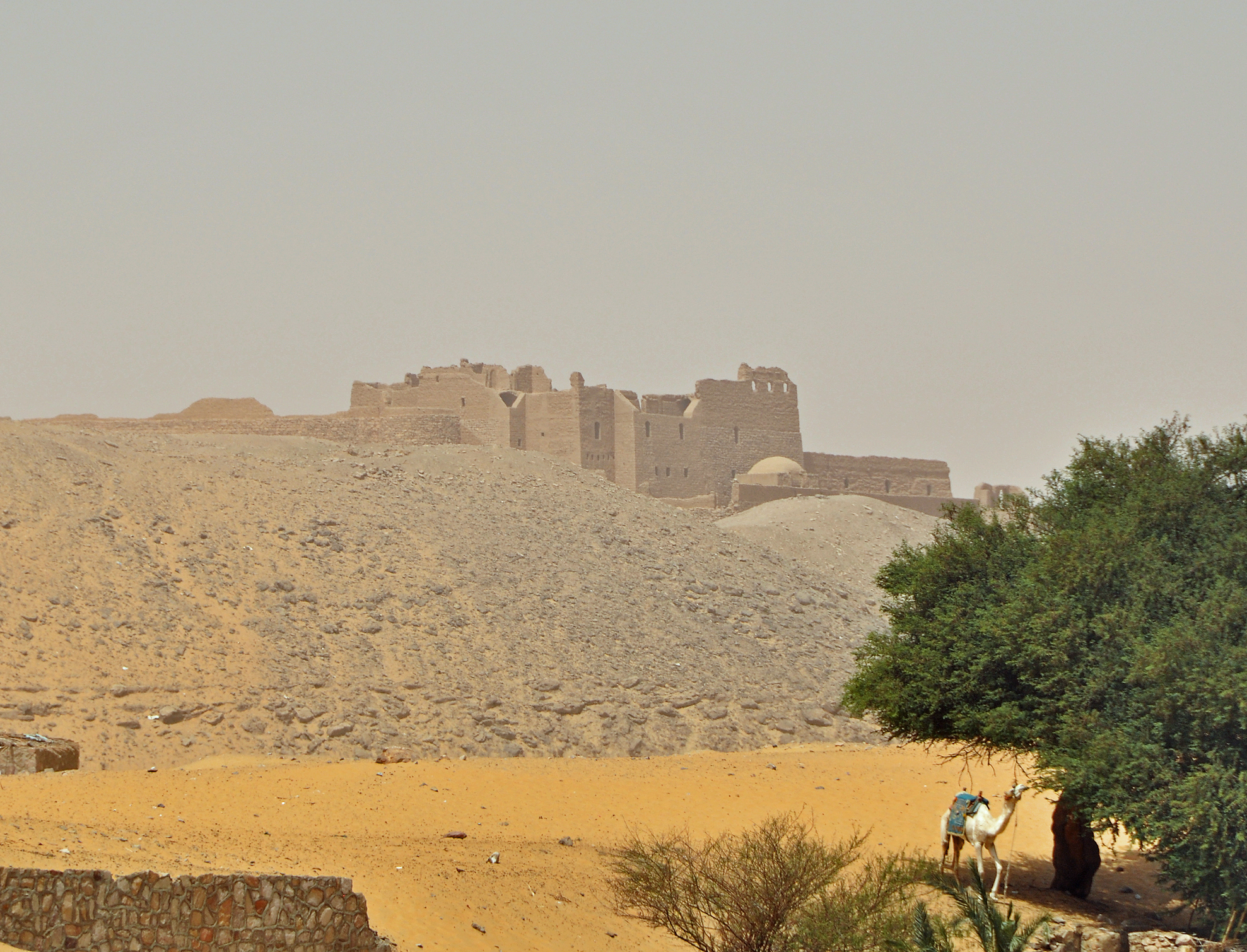
St. Simeon Coptic Orthodox Monastery – (Aswan)